# Crewe
Crewe é uma cidade localizada no sul do Condado de Cheshire, na Inglaterra, Crewe é famosa por ser sede da famosa empresas de carros de luxo Bentley.  